# لياز

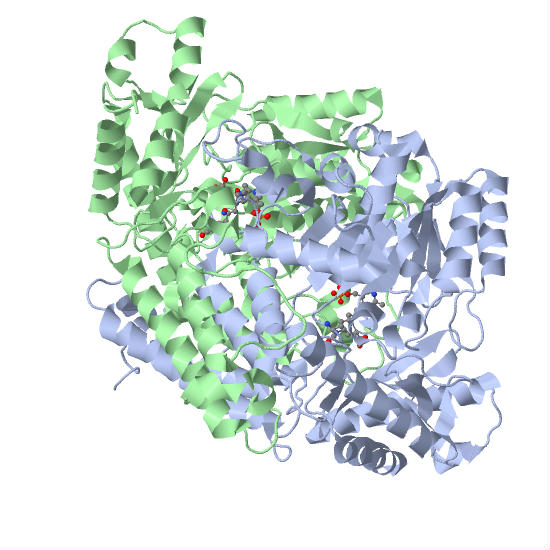

في الكيمياء الحيوية : اللياز lyase أحد أنواع الإنزيمات التي تحفز كسر روابط كيميائية متنوعة بطرق مختلفة عن طرق الحلمهة hydrolysis والأكسدة، مشكلة غالبا رابطة مزدوجة أو بنية حلقية جديدة. مثلا، الإنزيم الذي يتواسط التفاعل التالي يمكن أن يكون ليازا :
أدينوسين ثلاثي الفوسفات → أدينوسين أحادي الفسفات حلقي + PPi
الليازات تختلف عن باقي الإنزيمات في أنها تتطلب ركازة substrate واحدة على الأقل للتفاعل في اتجاه واحد، لكنها تتطلب ركازتين من أجل التفاعل العكسي.